# Nowokateryniwka (Krym)
Nowokateryniwka (ukr. Новокатеринівка, ros. Новоекатериновка, Nowojekatierinowka) – wieś na Ukrainie, w Autonomicznej Republice Krymu (de iure stanowiącej integralną część państwa ukraińskiego, w 2014 anektowanej przez Rosję i odtąd funkcjonującej jako Republika Krymu), w rejonie krasnohwardijskim. W 2001 liczyła 350 mieszkańców, wśród których 49 wskazało jako ojczysty język ukraiński, 146 rosyjski, 147 krymskotatarski, 1 mołdawski, 2 białoruski, a 5 inny. Według spisu ludności przeprowadzonego przez okupacyjne władze rosyjskie populacja wsi w 2014 wynosiła 207 osób.